# Heineken Cup 2004/05
Der Heineken Cup 2004/05 war die zehnte Ausgabe des Heineken Cup (Vorgänger des European Rugby Champions Cup), dem wichtigsten europäischen Pokalwettbewerb im Rugby Union. Beteiligt waren 24 Mannschaften aus sechs Ländern. Das erste der insgesamt 79 Spiele fand am 22. Oktober 2004 statt, das Finale am 22. Mai 2005 im Murrayfield Stadium in Edinburgh. Pokalsieger wurde zum dritten Mal Stade Toulousain aus Frankreich, das im Finale Stade Français schlug.

## Modus
Die Teilnehmer wurden in sechs Gruppen mit je vier Mannschaften eingeteilt. Jede Mannschaft spielte je ein Heim- und ein Auswärtsspiel gegen die drei Gruppengegner. In der Gruppenphase erhielten die Mannschaften
- vier Punkte für einen Sieg
- zwei Punkte für ein Unentschieden
- einen Bonuspunkt bei vier oder mehr Versuchen
- einen Bonuspunkt bei einer Niederlage mit weniger als sieben Punkten Differenz

Für das Viertelfinale qualifizierten sich die sechs Gruppensieger (nach Anzahl gewonnener Punkte auf den Plätzen 1–6 klassiert) und die zwei besten Gruppenzweiten (auf den Plätzen 7–8 klassiert). Mannschaften auf den Plätzen 1–4 hatten im Viertelfinale Heimrecht. Es spielen der Erste gegen den Achten, der Zweite gegen den Siebten, der Dritte gegen den Sechsten und der Vierte gegen den Fünften.

## Gruppenphase
In Klammern: Rang in der Viertelfinal-Setzliste

### Gruppe 1
|    | Team                   | Spiele | Siege | Unent. | Ndlg. | Spiel- punkte | Diff. | Bonus- punkte | Tabellen- punkte |
| -- | ---------------------- | ------ | ----- | ------ | ----- | ------------- | ----- | ------------- | ---------------- |
| 1. | Biarritz Olympique (4) | 6      | 5     | 0      | 1     | 163:92        | + 71  | 2             | 22               |
| 2. | Leicester Tigers (8)   | 6      | 4     | 0      | 2     | 196:118       | + 78  | 3             | 19               |
| 3. | London Wasps           | 6      | 3     | 0      | 3     | 174:138       | + 36  | 4             | 16               |
| 4. | Rugby Calvisano        | 6      | 0     | 0      | 6     | 79:264        | - 185 | 0             | 0                |

| Datum            | Begegnung             | Ergebnis |
| ---------------- | --------------------- | -------- |
| 23. Oktober 2004 | Leicester – Calvisano | 37:6     |
| 24. Oktober 2004 | Wasps – Biarritz      | 25:12    |
| 30. Oktober 2004 | Biarritz – Leicester  | 23:8     |
| 30. Oktober 2004 | Calvisano – Wasps     | 22:31    |
| 4. Dezember 2004 | Biarritz – Calvisano  | 41:10    |
| 5. Dezember 2004 | Wasps – Leicester     | 31:37    |

| Datum             | Begegnung             | Ergebnis |
| ----------------- | --------------------- | -------- |
| 11. Dezember 2004 | Calvisano – Biarritz  | 17:48    |
| 12. Dezember 2004 | Leicester – Wasps     | 35:27    |
| 9. Januar 2005    | Leicester – Biarritz  | 17:21    |
| 9. Januar 2005    | Wasps – Calvisano     | 45:14    |
| 15. Januar 2005   | Biarritz – Wasps      | 18:15    |
| 15. Januar 2005   | Calvisano – Leicester | 10:62    |

### Gruppe 2
|    | Team                   | Spiele | Siege | Unent. | Ndlg. | Spiel- punkte | Diff. | Bonus- punkte | Tabellen- punkte |
| -- | ---------------------- | ------ | ----- | ------ | ----- | ------------- | ----- | ------------- | ---------------- |
| 1. | Leinster Rugby (1)     | 6      | 6     | 0      | 0     | 257:100       | + 157 | 2             | 26               |
| 2. | Bath Rugby             | 6      | 4     | 0      | 2     | 149:122       | + 27  | 3             | 15               |
| 3. | Benetton Rugby Treviso | 6      | 3     | 0      | 3     | 136:181       | - 45  | 2             | 14               |
| 4. | CS Bourgoin-Jallieu    | 6      | 0     | 0      | 6     | 98:237        | - 139 | 2             | 2                |

| Datum            | Begegnung           | Ergebnis |
| ---------------- | ------------------- | -------- |
| 23. Oktober 2004 | Bath – Bourgoin     | 22:12    |
| 23. Oktober 2004 | Treviso – Leinster  | 9:25     |
| 29. Oktober 2004 | Bourgoin – Treviso  | 0:34     |
| 30. Oktober 2004 | Leinster – Bath     | 30:11    |
| 4. Dezember 2004 | Treviso – Bath      | 29:23    |
| 4. Dezember 2004 | Leinster – Bourgoin | 92:17    |

| Datum             | Begegnung           | Ergebnis |
| ----------------- | ------------------- | -------- |
| 10. Dezember 2004 | Bourgoin – Leinster | 23:26    |
| 11. Dezember 2004 | Bath – Treviso      | 47:7     |
| 8. Januar 2005    | Bath – Leinster     | 23:27    |
| 8. Januar 2005    | Treviso – Bourgoin  | 40:29    |
| 15. Januar 2005   | Leinster – Treviso  | 57:17    |
| 15. Januar 2005   | Bourgoin – Bath     | 17:23    |

### Gruppe 3
|    | Team                   | Spiele | Siege | Unent. | Ndlg. | Spiel- punkte | Diff. | Bonus- punkte | Tabellen- punkte |
| -- | ---------------------- | ------ | ----- | ------ | ----- | ------------- | ----- | ------------- | ---------------- |
| 1. | Stade Toulousain (2)   | 6      | 5     | 0      | 1     | 181:104       | + 77  | 4             | 24               |
| 2. | Northampton Saints (7) | 6      | 5     | 0      | 1     | 128:101       | + 27  | 1             | 21               |
| 3. | Llanelli Scarlets      | 6      | 2     | 0      | 4     | 132:157       | - 25  | 5             | 13               |
| 4. | Glasgow Warriors       | 6      | 0     | 0      | 6     | 120:206       | - 86  | 2             | 2                |

| Datum            | Begegnung              | Ergebnis |
| ---------------- | ---------------------- | -------- |
| 22. Oktober 2004 | Llanelli – Toulouse    | 6:9      |
| 23. Oktober 2004 | Glasgow – Northampton  | 9:13     |
| 29. Oktober 2004 | Toulouse – Glasgow     | 43:17    |
| 30. Oktober 2004 | Northampton – Llanelli | 25:3     |
| 4. Dezember 2004 | Northampton – Toulouse | 23:21    |
| 5. Dezember 2004 | Glasgow – Llanelli     | 26:29    |

| Datum             | Begegnung              | Ergebnis |
| ----------------- | ---------------------- | -------- |
| 11. Dezember 2004 | Toulouse – Northampton | 25:12    |
| 12. Dezember 2004 | Llanelli – Glasgow     | 38:22    |
| 7. Januar 2005    | Glasgow – Toulouse     | 10:30    |
| 9. Januar 2005    | Llanelli – Northampton | 20:22    |
| 14. Januar 2005   | Toulouse – Llanelli    | 53:36    |
| 14. Januar 2005   | Northampton – Glasgow  | 33:23    |

### Gruppe 4
|    | Team                  | Spiele | Siege | Unent. | Ndlg. | Spiel- punkte | Diff. | Bonus- punkte | Tabellen- punkte |
| -- | --------------------- | ------ | ----- | ------ | ----- | ------------- | ----- | ------------- | ---------------- |
| 1. | Munster Rugby (5)     | 6      | 5     | 0      | 1     | 121:74        | + 47  | 2             | 22               |
| 2. | Castres Olympique     | 6      | 3     | 1      | 2     | 157:121       | + 36  | 2             | 16               |
| 3. | Neath-Swansea Ospreys | 6      | 3     | 0      | 3     | 135:115       | + 20  | 2             | 14               |
| 4. | Harlequins            | 6      | 0     | 1      | 5     | 81:184        | - 103 | 1             | 3                |

| Datum            | Begegnung            | Ergebnis |
| ---------------- | -------------------- | -------- |
| 23. Oktober 2004 | Castres – Ospreys    | 38:17    |
| 23. Oktober 2004 | Munster – Harlequins | 15:9     |
| 30. Oktober 2004 | Harlequins – Castres | 23:23    |
| 31. Oktober 2004 | Ospreys – Munster    | 18:20    |
| 3. Dezember 2004 | Castres – Munster    | 19:12    |
| 5. Dezember 2004 | Ospreys – Harlequins | 24:7     |

| Datum             | Begegnung            | Ergebnis |
| ----------------- | -------------------- | -------- |
| 11. Dezember 2004 | Harlequins – Ospreys | 19:46    |
| 11. Dezember 2004 | Munster – Castres    | 36:8     |
| 8. Januar 2005    | Castres – Harlequins | 58:13    |
| 8. Januar 2005    | Munster – Ospreys    | 20:10    |
| 15. Januar 2005   | Harlequins – Munster | 10:18    |
| 15. Januar 2005   | Ospreys – Castres    | 20:11    |

### Gruppe 5
|    | Team                  | Spiele | Siege | Unent. | Ndlg. | Spiel- punkte | Diff. | Bonus- punkte | Tabellen- punkte |
| -- | --------------------- | ------ | ----- | ------ | ----- | ------------- | ----- | ------------- | ---------------- |
| 1. | Newcastle Falcons (6) | 6      | 5     | 0      | 1     | 113:104       | + 9   | 1             | 21               |
| 2. | USA Perpignan         | 6      | 3     | 0      | 3     | 133:107       | + 26  | 3             | 15               |
| 3. | Newport Gwent Dragons | 6      | 3     | 0      | 3     | 124:99        | + 25  | 3             | 15               |
| 4. | Edinburgh Rugby       | 6      | 1     | 0      | 5     | 92:152        | - 60  | 3             | 7                |

| Datum            | Begegnung             | Ergebnis |
| ---------------- | --------------------- | -------- |
| 22. Oktober 2004 | Perpignan – Edinburgh | 23:0     |
| 23. Oktober 2004 | Newport – Newcastle   | 6:10     |
| 31. Oktober 2004 | Edinburgh – Newport   | 13:17    |
| 31. Oktober 2004 | Newcastle – Perpignan | 19:14    |
| 4. Dezember 2004 | Newport – Perpignan   | 27:14    |
| 5. Dezember 2004 | Newcastle – Edinburgh | 34:24    |

| Datum             | Begegnung             | Ergebnis |
| ----------------- | --------------------- | -------- |
| 11. Dezember 2004 | Edinburgh – Newcastle | 10:13    |
| 11. Dezember 2004 | Perpignan – Newport   | 32:9     |
| 8. Januar 2005    | Newport – Edinburgh   | 48:15    |
| 8. Januar 2005    | Perpignan – Newcastle | 33:12    |
| 16. Januar 2005   | Edinburgh – Perpignan | 40:17    |
| 16. Januar 2005   | Newcastle – Newport   | 25:17    |

### Gruppe 6
|    | Team               | Spiele | Siege | Unent. | Ndlg. | Spiel- punkte | Diff. | Bonus- punkte | Tabellen- punkte |
| -- | ------------------ | ------ | ----- | ------ | ----- | ------------- | ----- | ------------- | ---------------- |
| 1. | Stade Français (3) | 6      | 5     | 0      | 1     | 179:90        | + 89  | 3             | 23               |
| 2. | Gloucester RFC     | 6      | 3     | 0      | 3     | 144:128       | + 16  | 2             | 14               |
| 3. | Ulster Rugby       | 6      | 3     | 0      | 3     | 88:139        | - 51  | 1             | 13               |
| 4. | Cardiff Blues      | 6      | 1     | 0      | 5     | 98:152        | - 54  | 3             | 7                |

| Datum            | Begegnung            | Ergebnis |
| ---------------- | -------------------- | -------- |
| 22. Oktober 2004 | Ulster – Cardiff     | 21:16    |
| 23. Oktober 2004 | Stade – Gloucester   | 39:31    |
| 29. Oktober 2004 | Cardiff – Stade      | 15:38    |
| 30. Oktober 2004 | Gloucester – Ulster  | 55:13    |
| 4. Dezember 2004 | Gloucester – Cardiff | 23:19    |
| 4. Dezember 2004 | Stade – Ulster       | 30:10    |

| Datum             | Begegnung            | Ergebnis |
| ----------------- | -------------------- | -------- |
| 11. Dezember 2004 | Cardiff – Gloucester | 16:23    |
| 11. Dezember 2004 | Ulster – Stade       | 18:10    |
| 7. Januar 2005    | Stade – Cardiff      | 35:16    |
| 7. Januar 2005    | Ulster – Gloucester  | 14:12    |
| 16. Januar 2005   | Cardiff – Ulster     | 16:12    |
| 16. Januar 2005   | Gloucester – Stade   | 0:27     |

## Viertelfinale
| 1. April 2005 20:30 Uhr | Stade Toulousain | 37 : 9  | Northampton Saints     | Stadium Municipal, Toulouse Zuschauer: 37.000 Schiedsrichter: Nigel Williams (Wales) |
| 1. April 2005 20:30 Uhr | Versuche: Clerc, Heymans, Labit, Michalak Erhöhungen: Élissalde (4) Straftritte: Michalak (2) Dropgoals: Michalak (1) | Bericht | Straftritte: Drahm (3) | Stadium Municipal, Toulouse Zuschauer: 37.000 Schiedsrichter: Nigel Williams (Wales) |

| 2. April 2005 16:00 Uhr | Stade Français                                                                                                  | 48 : 8  | Newcastle Falcons                      | Parc des Princes, Paris Zuschauer: 37.000 Schiedsrichter: Alain Rolland (Irland) |
| 2. April 2005 16:00 Uhr | Versuche: Arias, Blin (2), Poulain, Sarraméa (3) Erhöhungen: Liebenberg (2), Skrela (3) Straftritte: Skrela (1) | Bericht | Versuche: Burke Straftritte: Burke (1) | Parc des Princes, Paris Zuschauer: 37.000 Schiedsrichter: Alain Rolland (Irland) |

| 2. April 2005 17:15 Uhr | Leinster Rugby                                                    | 13 : 29 | Leicester Tigers                                                                          | Lansdowne Road, Dublin Zuschauer: 48.500 Schiedsrichter: Joël Jutge (Frankreich) |
| 2. April 2005 17:15 Uhr | Versuche: Horgan Erhöhungen: Holwell (1) Straftritte: Holwell (2) | Bericht | Versuche: Gibson, Smith Erhöhungen: Goode (2) Straftritte: Goode (4) Dropgoals: Goode (1) | Lansdowne Road, Dublin Zuschauer: 48.500 Schiedsrichter: Joël Jutge (Frankreich) |

| 3. April 2005 16:00 Uhr | Biarritz Olympique                                                  | 19 : 10 | Munster Rugby                                                  | Estadio Anoeta, San Sebastián Zuschauer: 32.000 Schiedsrichter: Chris White (England) |
| 3. April 2005 16:00 Uhr | Versuche: Gaitán Erhöhungen: Yachvili (1) Straftritte: Yachvili (4) | Bericht | Versuche: Wallace Erhöhungen: Burke (1) Straftritte: Burke (1) | Estadio Anoeta, San Sebastián Zuschauer: 32.000 Schiedsrichter: Chris White (England) |

## Halbfinale
| 23. April 2005 16:00 Uhr | Stade Français                                                             | 20 : 17 | Biarritz Olympique                          | Parc des Princes, Paris Zuschauer: 41.000 Schiedsrichter: Tony Spreadbury (England) |
| 23. April 2005 16:00 Uhr | Versuche: Dominici, Filliol Erhöhungen: Fillol (2) Straftritte: Fillol (2) | Bericht | Versuche: Traille Straftritte: Yachvili (4) | Parc des Princes, Paris Zuschauer: 41.000 Schiedsrichter: Tony Spreadbury (England) |

| 24. April 2005 15:30 Uhr | Leicester Tigers                                                | 19 : 27 | Stade Toulousain                                                                         | Walkers Stadium, Leicester Zuschauer: 31.883 Schiedsrichter: Alain Rolland (Irland) |
| 24. April 2005 15:30 Uhr | Versuche: Varndell Erhöhungen: Goode (1) Straftritte: Goode (4) | Bericht | Versuche: Élissalde, Maka, Michalak Erhöhungen: Élissalde (3) Straftritte: Élissalde (2) | Walkers Stadium, Leicester Zuschauer: 31.883 Schiedsrichter: Alain Rolland (Irland) |

## Finale
| 22. Mai 2005 15:00 Uhr | Stade Français                            | 12 : 18 n. V.         | Stade Toulousain                                                                            | Murrayfield Stadium, Edinburgh Zuschauer: 51.326 Schiedsrichter: Chris White (England) |
| 22. Mai 2005 15:00 Uhr | Straftritte: Skrela (4) 9., 13., 27., 40. | (12:6, 12:12) Bericht | Straftritte: Élissalde (3) 23., 34., 48., Michalak (2) 78., 81. Dropgoals: Michalak (1) 91. | Murrayfield Stadium, Edinburgh Zuschauer: 51.326 Schiedsrichter: Chris White (England) |